# Sankt Kathrein am Offenegg
Sankt Kathrein am Offenegg osztrák község Stájerország Weizi járásában. 2018 januárjában 1086 lakosa volt. 

## Elhelyezkedése

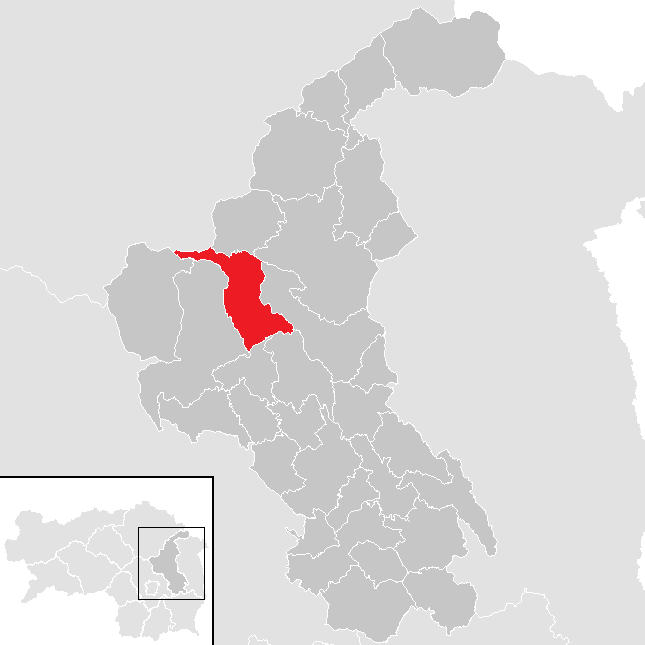
Sankt Kathrein am Offenegg a Weizi járásban

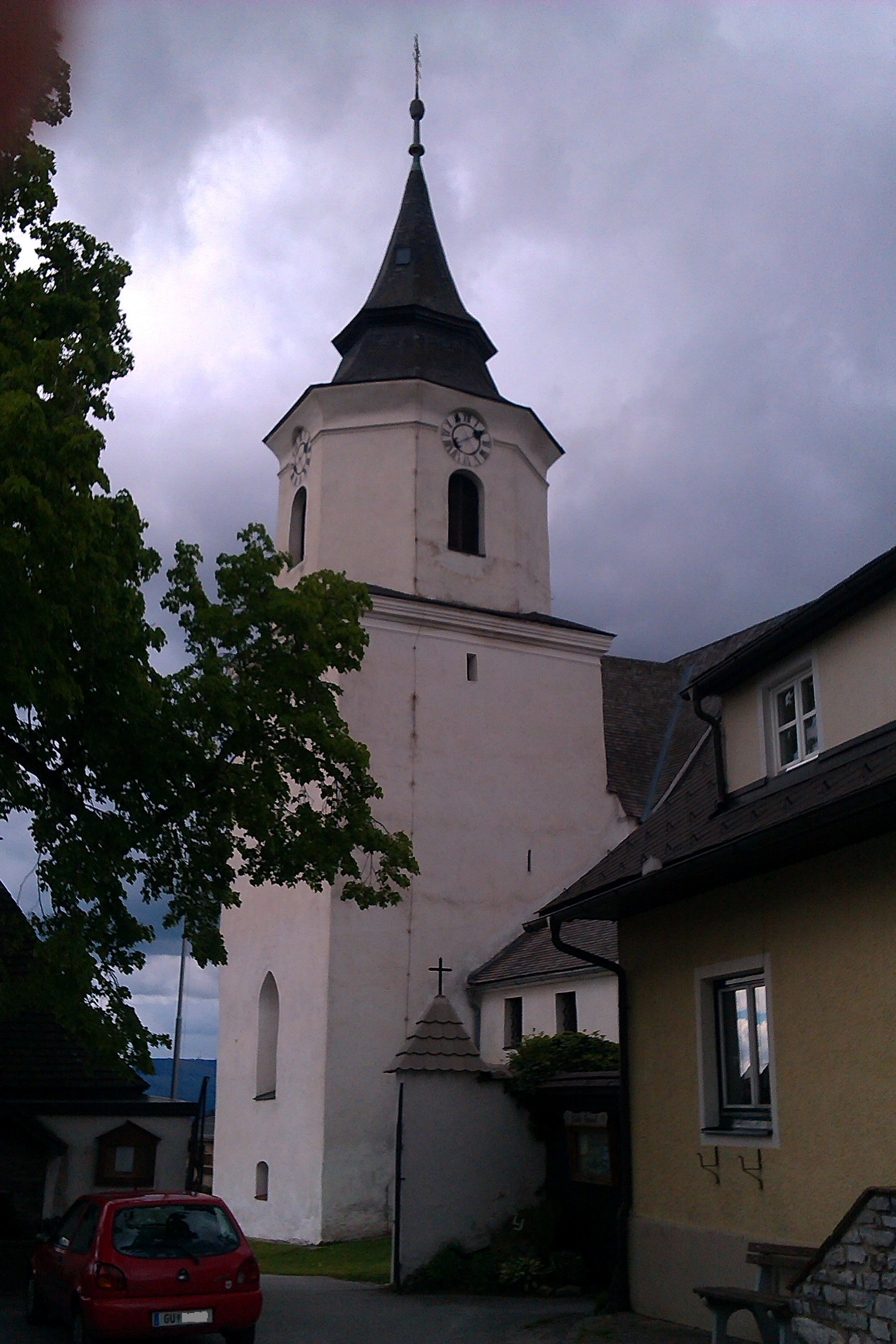
A Szt. Katalin-plébániatemplom

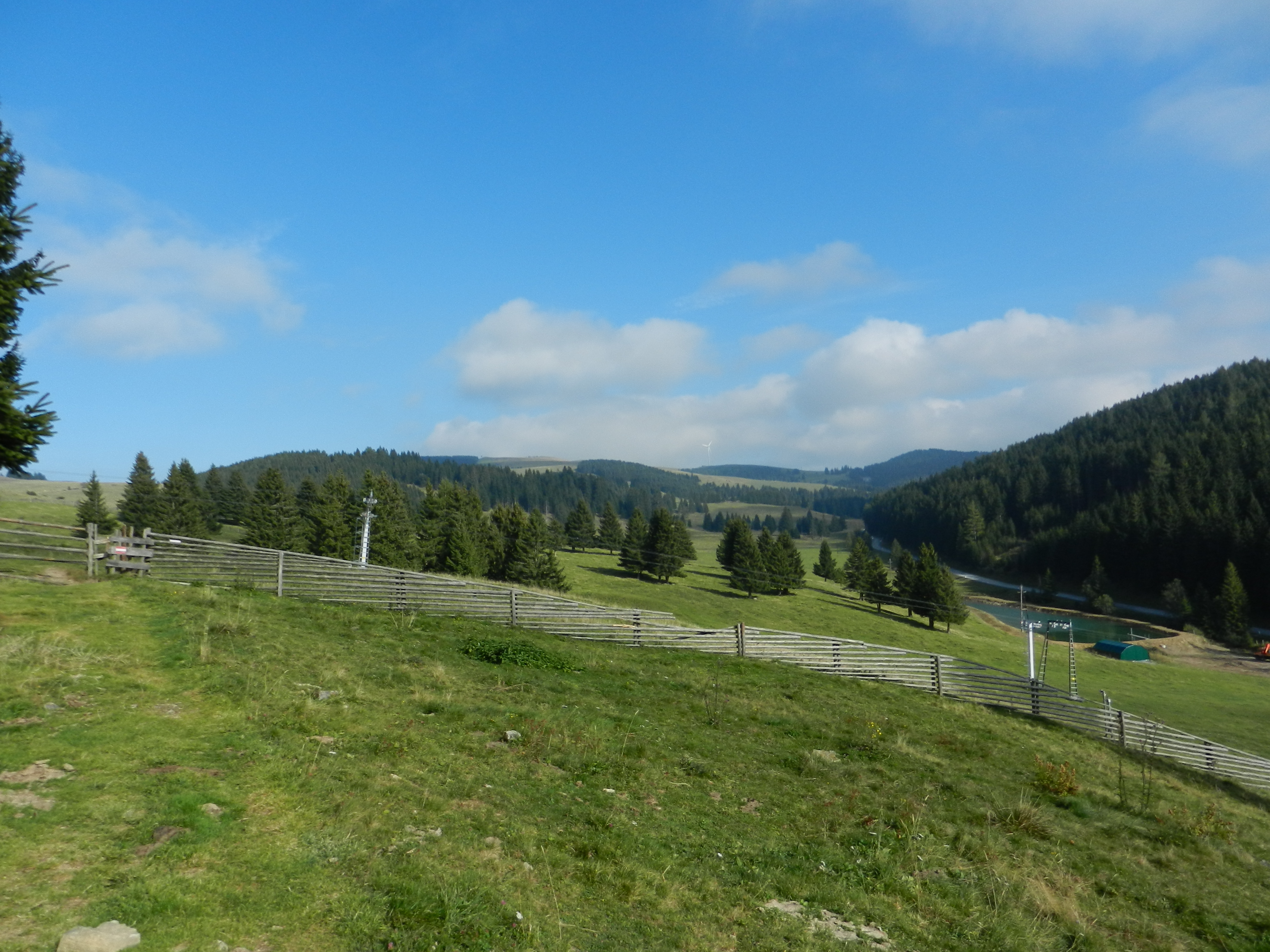
A Sommeralm alpesi legelő

Sankt Kathrein am Offenegg a Grazi-hegyvidéken fekszik a Passaili-medence keleti részén, az Almenland natúrparkban. Legamagasabb pontja a Plankogel. Területén ered a Weizbach folyó, amely dél felé, a Weiz-szurdokon keresztül halad át. Az önkormányzat két településrészt egyesít: Sankt Kathrein am Offenegg I. Viertel (550 lakos 2018-ban) és Sankt Kathrein am Offenegg II. Viertel (536 lakos).
A környező önkormányzatok: északon Gasen, északkeleten Birkfeld, keleten Anger, délkeleten Thannhausen, délen Naas, délnyugaton Passail, nyugaton Fladnitz an der Teichalm, északnyugaton Breitenau am Hochlantsch.

## Története
A Passaili-medence már a kelta és római időkben is lakott volt, majd a népvándorlás korának végén szlávok (vendek) telepedtek meg a régióban. A 11. században megkezdődött a németek betelepülése, amely a 13. században érte el tetőpontját. A falu helyén először egy hercegi tulajdonban lévő udvarház létesült, amely körül település alakult ki. Első említése 1295-ben származik egy "apud sanctam Katherinam" frázissal. 1349-ben már mint St. Kathrein in der Weiz-ként hivatkoznak rá. A helyi lakosog a mezőgazdaság mellett bányászattal is foglalkoztak. A 15. század végén pestis, majd török betörés pusztította a vidéket, de a 16-17. században a népesség gyors gyarapodásnak indult. 
1848-ban megszűnt a feudális birtokrendszer és 1850-ben megalakult a községi önkormányzat. Az első világháború utáni nehéz gazdasági helyzetben sikerült bevezetni a községbe az elektromosságot. A második világháború után előbb szovjet, majd brit katonák szállták meg a térséget. 
A háború után egyre jobban erősödött a turizmus szerepe a község gazdaságában, ennek megfelelően kiépíült a vendégek kiszolgálásához a megfelelő infrastruktúra. A közvilágítás kiépítésére csak 1972-ben került sor. 

## Lakosság
A Sankt Kathrein am Offenegg-i önkormányzat területén 2018 januárjában 1086 fő élt. A lakosságszám 1991 óta (akkor 1276 fő) csökkenő tendenciát mutat. 2015-ben a helybeliek 98,4%-a volt osztrák állampolgár; a külföldiek közül 1% a régi (2004 előtti), 0,4% az új EU-tagállamokból érkezett. 2001-ben a lakosok 96,9%-a római katolikusnak, 1,5% pedig felekezeten kívülinek vallotta magát.  

## Látnivalók
- az Alexandriai Szent Katalinnak szentelt templomot először 1295-ben említik. 1640 óta plébániatemplom. Az eredetileg kora gótikus épületet a késő gótikus és barokk korokban kibővítették. Mai formáját 1742-ben nyerte el.
- a plébánia

## Fordítás
- Ez a szócikk részben vagy egészben  a   Sankt Kathrein am Offenegg című német Wikipédia-szócikk ezen változatának fordításán alapul.  Az eredeti cikk szerkesztőit annak laptörténete sorolja fel. Ez a jelzés csupán a megfogalmazás eredetét és a szerzői jogokat jelzi, nem szolgál a cikkben szereplő információk forrásmegjelöléseként.